# Савинский (приток Кумбуксы)
Савинский — ручей в России, протекает по территории Чёлмужского сельского поселения Медвежьегорского района и Валдайского сельского поселения Сегежского района Республики Карелии. Длина ручья — 15 км.
Ручей берёт начало из болота без названия на высоте выше 146,7 над уровнем моря.
Течёт преимущественно в северо-западном направлении по заболоченной местности.
Ручей в общей сложности имеет 8 притоков суммарной длиной 23 км.
Втекает на высоте 129,6 м над уровнем моря в реку Кумбуксу, впадающую в реку Вожму, которая, в свою очередь, впадает в Выгозеро.
Населённые пункты на ручье отсутствуют.
Код объекта в государственном водном реестре — 02020001212202000005537.